# Nationale A 1980/81
Die Saison 1980/81 war die 59. Spielzeit der Nationale A, der höchsten französischen Eishockeyspielklasse. Meister wurde zum ersten Mal in der Vereinsgeschichte überhaupt CSG Grenoble.

## Modus
Die zehn Mannschaften absolvierten in der Hauptrunde jeweils 18 Spiele. Die sechs bestplatzierten Mannschaften qualifizierten sich für die Finalrunde, in der der Meister ausgespielt wurde. Die Punkte aus der Hauptrunde wurden in die Finalrunde übernommen. Die vier Letztplatzierten mussten in der Relegation gegen den besten Zweitligisten antreten. Die Mannschaften auf den Plätzen 7 und 8 erhielten für die Relegation vier bzw. zwei Bonuspunkte. Für einen Sieg erhielt jede Mannschaft zwei Punkte, bei einem Unentschieden gab es ein Punkt und bei einer Niederlage null Punkte.

## Hauptrunde

### Tabelle
|     | Klub                               | Sp | S  | U | N  | T   | GT  | Punkte |
| --- | ---------------------------------- | -- | -- | - | -- | --- | --- | ------ |
| 1.  | Ours de Villard-de-Lans            | 18 | 12 | 3 | 3  | 101 | 71  | 27     |
| 2.  | Chamonix Hockey Club               | 18 | 12 | 1 | 5  | 117 | 72  | 25     |
| 3.  | ASG Tours                          | 18 | 11 | 3 | 4  | 103 | 84  | 25     |
| 4.  | CSG Grenoble                       | 18 | 10 | 3 | 5  | 106 | 78  | 23     |
| 5.  | Viry-Châtillon Essonne Hockey      | 18 | 8  | 3 | 7  | 86  | 76  | 19     |
| 6.  | Club des Sports de Megève          | 18 | 9  | 1 | 8  | 95  | 106 | 19     |
| 7.  | Sporting Hockey Club Saint Gervais | 18 | 9  | 0 | 9  | 118 | 105 | 18     |
| 8.  | Gap Hockey Club                    | 18 | 5  | 3 | 10 | 99  | 109 | 13     |
| 9.  | Hockey Club de Caen                | 18 | 3  | 0 | 15 | 53  | 117 | 6      |
| 10. | Club des patineurs lyonnais        | 18 | 1  | 3 | 14 | 72  | 132 | 5      |

Sp = Spiele, S = Siege, U = Unentschieden, N = Niederlagen

## Finalrunde
|    | Klub                          | Sp | S | U | N  | T  | GT | Punkte |
| -- | ----------------------------- | -- | - | - | -- | -- | -- | ------ |
| 1. | CSG Grenoble                  | 10 | 6 | 3 | 1  | 62 | 27 | 53     |
| 2. | ASG Tours                     | 10 | 7 | 0 | 3  | 63 | 39 | 53     |
| 3. | Chamonix Hockey Club          | 10 | 6 | 1 | 3  | 66 | 52 | 51     |
| 4. | Viry-Châtillon Essonne Hockey | 10 | 5 | 1 | 4  | 37 | 36 | 41     |
| 5. | Ours de Villard-de-Lans       | 10 | 2 | 1 | 7  | 38 | 53 | 37     |
| 6. | Club des Sports de Megève     | 10 | 0 | 0 | 10 | 32 | 91 | 19     |

Sp = Spiele, S = Siege, U = Unentschieden, N = Niederlagen

## Relegation
|    | Klub                               | Sp | S | U | N | T  | GT | Punkte (Bonus) |
| -- | ---------------------------------- | -- | - | - | - | -- | -- | -------------- |
| 1. | Sporting Hockey Club Saint Gervais | 8  | 6 | 1 | 1 | 67 | 39 | 17(4)          |
| 2. | Gap Hockey Club                    | 8  | 4 | 2 | 2 | 41 | 37 | 12(2)          |
| 3. | Hockey Club de Caen                | 8  | 3 | 1 | 4 | 47 | 46 | 7(0)           |
| 4. | Club des patineurs lyonnais        | 8  | 3 | 1 | 4 | 39 | 42 | 7(0)           |
| 5. | Image Club d’Épinal                | 8  | 1 | 1 | 6 | 43 | 73 | 4(0)           |

Sp = Spiele, S = Siege, U = Unentschieden, N = Niederlagen